# Streptocarpus holstii
Streptocarpus holstii är en tvåhjärtbladig växtart som beskrevs av Engler. Streptocarpus holstii ingår i släktet Streptocarpus och familjen Gesneriaceae. Inga underarter finns listade i Catalogue of Life.